# 친황다오시
친황다오(秦皇島, Qinhuangdao, 진황도)는 중국 허베이성(河北省) 동부에 자리 잡고 있으며, 랴오닝성(遼寧省)과 발해만(渤海灣)에 접한 도시이다. 친황다오(秦皇島)라는 이름은 진시황제가 늙어 죽지 않는 불로장생약(不老長生)을 얻기 위해 서복(徐福)에게 명하여 500명의 동남동녀(童男童女)를 파견했던 항구도시라는 데서 이름이 유래하였다.
2008년 베이징 올림픽 기간 중 친황다오의 올림픽 경기장이 축구 예선전 경기장으로 사용되었다.

## 역사
중국 제2의 항구로 경제기술 개발구는 진황도 부두로부터 겨우 1.5km 거리에 있다. 원래 친황다오(秦皇島)라는 말은 진나라 시황제가 이곳을 순시했다고 해서 붙여진 이름이다. 부동항으로서 한국-중국 간의 화물 운송과 중국 북부의 연항항로서 중요한 지정학적인 위치를 차지한다.

## 교통
수도인 베이징으로부터 281km, 톈진으로부터 245km 떨어져 있어, 관문도시와 경제기술 개발구의 특징적인 역할을 하고 있다. 또한 매년 600만 이상의 관광객이 다녀가는 곳으로 피서지인 베이다이허(北戴河)와 만리장성의 최동단의 산하이관(山海關)이 친황다오시 관할지역에 있다. 최근에는 베이징까지 2시간만에 주파하는 고속열차의 개통으로 더욱 관문으로써의 역할이 확대되고 있다. 이 두 시간이면, 톈진에서 가는 소요시간과 비슷하기 때문이다. 또한 베이징과 하얼빈을 잇는 고속도로인 징하 고속도로가 친황다오 시를 통과한다.

## 해상 교통
한국 여행자들에게는 배를 타고 베이징까지 가깝고 저렴하게 여행할 수 있는 관문도시로 유명하기도 한 이 곳은, 현재 한중합작으로 만들어진 진인항운(진인페리)이 인천-진황도 구간을 운항 중이다. 

## 교육
- 东北大学 친황다오 분교
- 燕山大学

## 기후
| 친황다오시의 기후                                             | 친황다오시의 기후 | 친황다오시의 기후 | 친황다오시의 기후 | 친황다오시의 기후 | 친황다오시의 기후 | 친황다오시의 기후 | 친황다오시의 기후 | 친황다오시의 기후 | 친황다오시의 기후 | 친황다오시의 기후 | 친황다오시의 기후 | 친황다오시의 기후 | 친황다오시의 기후 |
| 월                                                            | 1월               | 2월               | 3월               | 4월               | 5월               | 6월               | 7월               | 8월               | 9월               | 10월              | 11월              | 12월              | 연간              |
| ------------------------------------------------------------- | ----------------- | ----------------- | ----------------- | ----------------- | ----------------- | ----------------- | ----------------- | ----------------- | ----------------- | ----------------- | ----------------- | ----------------- | ----------------- |
| 역대 최고 기온 °C (°F)                                        | 12.7 (54.9)       | 18.3 (64.9)       | 25.6 (78.1)       | 28.6 (83.5)       | 37.1 (98.8)       | 39.2 (102.6)      | 39.2 (102.6)      | 35.2 (95.4)       | 34.2 (93.6)       | 29.5 (85.1)       | 21.6 (70.9)       | 14.0 (57.2)       | 39.2 (102.6)      |
| 일평균 최고 기온 °C (°F)                                      | 0.1 (32.2)        | 2.9 (37.2)        | 9.2 (48.6)        | 16.4 (61.5)       | 22.4 (72.3)       | 25.5 (77.9)       | 28.3 (82.9)       | 28.5 (83.3)       | 25.3 (77.5)       | 18.6 (65.5)       | 9.7 (49.5)        | 2.3 (36.1)        | 15.8 (60.4)       |
| 일일 평균 기온 °C (°F)                                        | −5.6 (21.9)       | −2.7 (27.1)       | 3.7 (38.7)        | 11.0 (51.8)       | 17.3 (63.1)       | 21.3 (70.3)       | 24.7 (76.5)       | 24.4 (75.9)       | 19.8 (67.6)       | 12.4 (54.3)       | 3.9 (39.0)        | −3.1 (26.4)       | 10.6 (51.0)       |
| 일평균 최저 기온 °C (°F)                                      | −10.6 (12.9)      | −7.5 (18.5)       | −1.3 (29.7)       | 6.1 (43.0)        | 12.3 (54.1)       | 17.5 (63.5)       | 21.5 (70.7)       | 20.6 (69.1)       | 14.8 (58.6)       | 6.9 (44.4)        | −1.0 (30.2)       | −7.7 (18.1)       | 6.0 (42.7)        |
| 역대 최저 기온 °C (°F)                                        | −26.0 (−14.8)     | −18.6 (−1.5)      | −13.1 (8.4)       | −5.0 (23.0)       | 3.0 (37.4)        | 9.9 (49.8)        | 14.2 (57.6)       | 11.4 (52.5)       | 4.4 (39.9)        | −6.4 (20.5)       | −11.8 (10.8)      | −17.7 (0.1)       | −26.0 (−14.8)     |
| 평균 강수량 mm (인치)                                         | 2.6 (0.10)        | 4.3 (0.17)        | 7.9 (0.31)        | 24.4 (0.96)       | 47.6 (1.87)       | 86.3 (3.40)       | 171.2 (6.74)      | 163.9 (6.45)      | 47.0 (1.85)       | 28.1 (1.11)       | 15.0 (0.59)       | 3.6 (0.14)        | 601.9 (23.69)     |
| 평균 강수일수 (≥ 0.1 mm)                                      | 1.6               | 2.1               | 2.9               | 5.4               | 6.9               | 10.1              | 11.3              | 9.3               | 6.6               | 4.6               | 3.9               | 2.0               | 66.7              |
| 평균 강설일수                                                 | 2.8               | 2.4               | 1.6               | 0.3               | 0                 | 0                 | 0                 | 0                 | 0                 | 0.1               | 1.6               | 2.6               | 11.4              |
| 평균 상대 습도 (%)                                            | 54                | 56                | 56                | 58                | 64                | 77                | 83                | 81                | 73                | 65                | 58                | 54                | 65                |
| 평균 월간 일조시간                                            | 189.3             | 187.4             | 235.4             | 243.5             | 262.0             | 218.2             | 188.4             | 209.9             | 221.6             | 204.7             | 174.7             | 178.5             | 2,513.6           |
| 가능 일조율                                                   | 63                | 62                | 63                | 61                | 59                | 49                | 42                | 50                | 60                | 60                | 59                | 62                | 58                |
| 출처: 중국기상국 (평년값: 1991년~2020년, 극값: 1971년~2010년) |                   |                   |                   |                   |                   |                   |                   |                   |                   |                   |                   |                   |                   |

## 시내 볼거리
- 동산공원(東山公園) 내 진황구선입해처(秦皇求仙入海處)
- 2008 올림픽 경기장
- 신오해저세계(秦皇岛新澳海底世界)

## 시외 볼거리

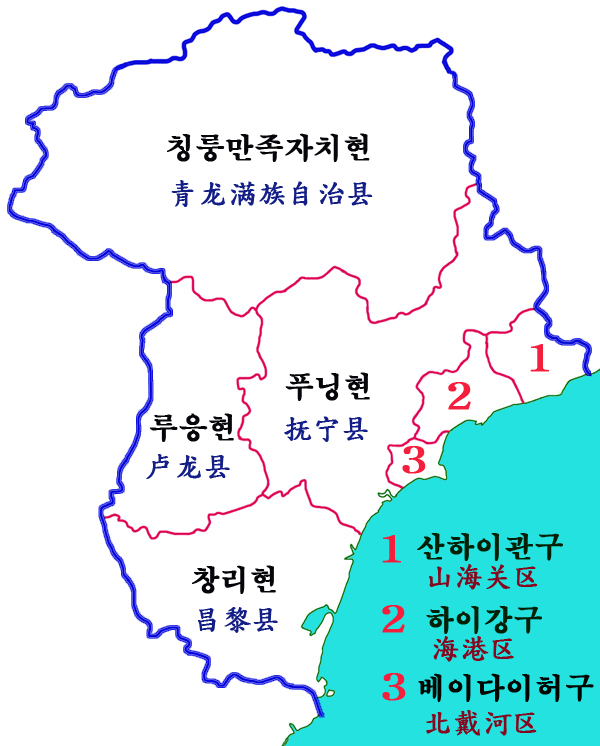
친황다오 현급구역

- 북대하(北戴河)
- 맹강녀 묘(孟姜女廟)
- 산해관(山海關)

## 행정구역
4개 시할구와 2개 현 1개 자치현으로 구성된다
시할구
- 하이강 구 (海港区)
- 산하이관 구 (山海关区)
- 베이다이허 구 (北戴河区)
- 푸닝 구 (抚宁区)

현
- 창리 현 (昌黎县)
- 루룽 현 (卢龙县)

자치현
- 칭룽 만족 자치현 (青龙满族自治县)

## 자매 도시
2000년 강동구와 자매결연을 맺었으며, 태양청 시장 중심에 서울 강동구 강동로란 명칭의 한국명칭 거리가 있다.
- 대한민국 서귀포시
- 대한민국 서울특별시 강동구
- 일본 도야마시
- 대한민국 서산시
- 스페인 톨레도
- 일본 미야즈시
- 대한민국 거제시
- 캐나다 퀘벡
- 이탈리아 페사로
- 대한민국 장흥군

## 한국과 문화 교류
현재 국제문화예술교류협회가 진황시 한국문화국 대표본부로 활동하고 있다. 진황시는 장유리 문예총 회장을 한국문화국 대표로 임명하고, 한국과 진황시의 문화교류 사업을 진행하고 있다.